# Clubiona sertungensis
Clubiona sertungensis este o specie de păianjeni din genul Clubiona, familia Clubionidae, descrisă de Hayashi, 1996. Conform Catalogue of Life specia Clubiona sertungensis nu are subspecii cunoscute.